# François-Amédée Milliet de Challes et d'Arvillars
Pour les articles homonymes, voir François-Amédée Milliet.
François-Amédée Milliet de Challes et d’Arvillars, marquis de Challes, seigneur de La Poepe, né le 4 septembre 1623 et mort le 25 mai 1703, à Moûtiers, est un prélat de l'église catholique savoyarde, archevêque-comte de Tarentaise et prince du Saint-Empire, issu de la famille Milliet.

## Biographie

### Origines
François-Amédée Milliet de Challes et d’Arvillars est né le 4 septembre 1623,. Il est le fils d’Hector Milliet de Challes d'Arvillars († 1642), successeur de Antoine Favre à la présidence du Sénat de Savoie et commandant général du duché de Savoie depuis 27 novembre 1624, et de Magdeleine de Montchenu († 1651), fille de François de Ternier, baron de Montchenu.
Il a douze frères et sœurs. Parmi eux, on peut retenir le mathématicien, Claude François Milliet de Challes (1621-1678),.

### Épiscopat

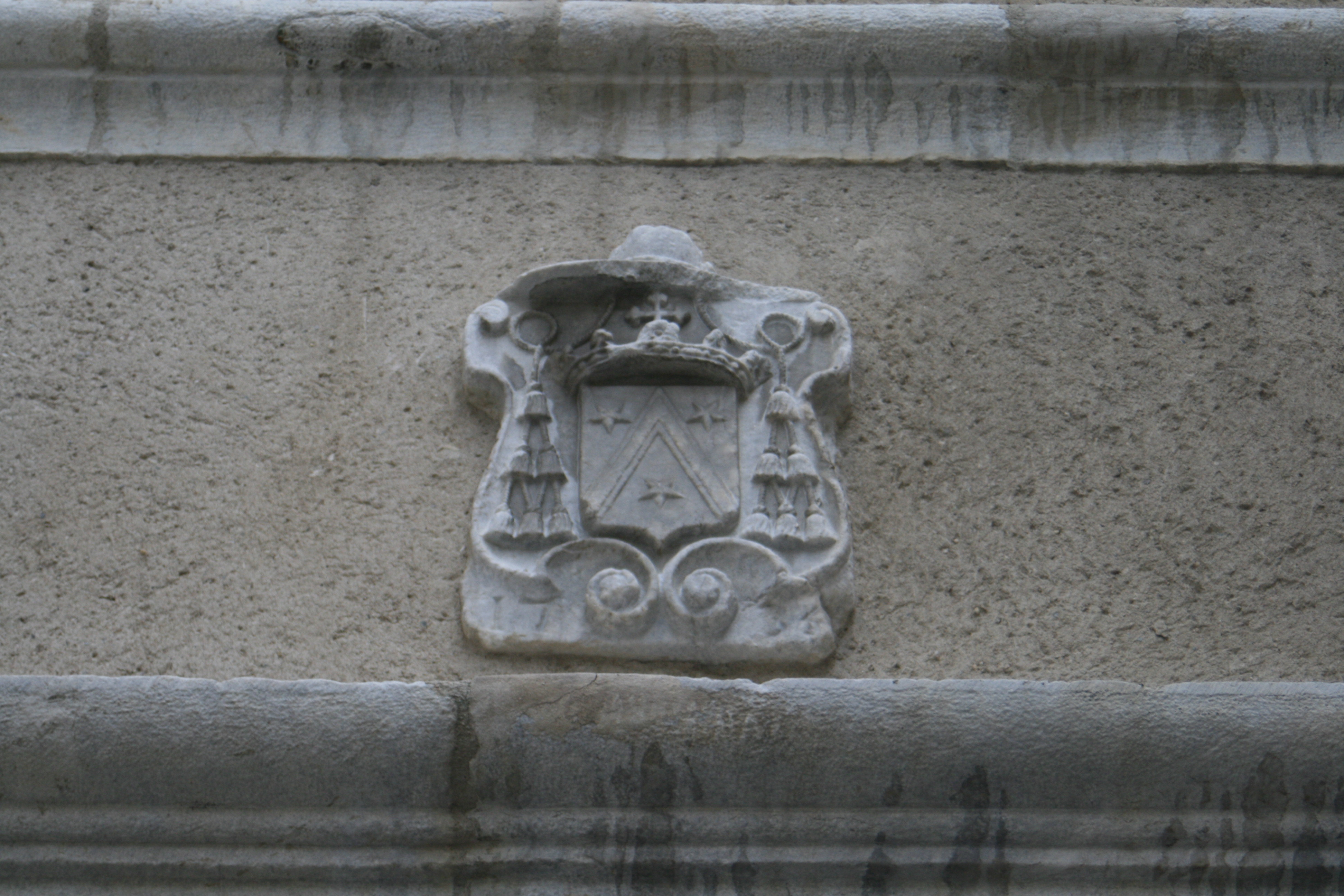
Blason de l'archevêque sur le fronton du palais épiscopal de Moûtiers.

Après des études à Paris en droit civil et canon, il obtient à son retour une place de sénateur au Sénat de Savoie, le 10 décembre 1645. Le duc Charles-Emmanuel II de Savoie le nomme, le 28 août 1658, archevêque de Tarentaise,.
Il fait reconstruire la cathédrale de Moûtiers et sacre 33 églises sur les 75 de son diocèse, dans la province de Tarentaise,. En 1701, il y en a encore trois en chantier. Cette reconstruction bat son plein en même temps que s’achève la première phase de la poussée démographique. Il fonde le séminaire de Moûtiers en 1675
Il est fait, par patentes du 29 novembre 1675, premier président de la Chambre des Comptes et gouverneur intérimaire du duché de Savoie, postes qu'il occupa jusqu'en 1680, durant la régence de Marie-Jeanne-Baptiste de Savoie,.
François-Amédée Milliet de Challes et d’Arvillars meurt à Moûtiers à l'âge de 80 ans, le 25 mai 1703,, année au cours de laquelle le duché de Savoie est occupé par les troupes espagnoles. Il est enterré dans sa cathédrale Saint-Pierre de la Tarentaise, où se trouve son épitaphe sur un des piliers de la nef, du côté de l'évangile.
C'est lui qui fit bâtir le premier château du Buisson-Rond (château de Boigne aujourd'hui) à Chambéry.
Le siège est Sede vacante au lendemain de sa mort jusqu'en juin 1727. François-Amédée Milliet d’Arvillars, son neveu, est confirmé le 25 juin 1727.